# Trofeo europeo femminile FIRA 2007
Il campionato europeo femminile 2007 (in spagnolo Campeonato de Europa de rugby femenino 2007) fu la 12ª edizione del campionato europeo di rugby a 15 femminile ufficialmente organizzato dalla FIRA - AER.
Organizzata tra aprile e maggio 2007 su due livelli di merito, una prima divisione chiamata Pool A che si svolse allo stadio Nazionale Complutense di Madrid (Spagna), e una seconda chiamata Pool B in varie città del Belgio nella primavera del 2007, vide per la seconda volta la vittoria dell'Inghilterra che in finale batté la Spagna.
La prima divisione del torneo si tenne a Madrid, in Spagna, dal 28 aprile al 5 maggio 2007, mentre la seconda si tenne due settimane prima in vari comuni del Belgio.
Entrambe le divisioni videro otto squadre nazionali ciascuna ai nastri di partenza.
Diverse federazioni, tra cui la stessa Inghilterra nonché l'Italia, inviarono al torneo una squadra formalmente chiamata "A", benché all'epoca non vi fossero seconde squadre federali femminili (ragion per cui tali incontri vengono registrati come full international); l'Italia, campione uscente del torneo, fu sorteggiata nello stesso girone della Spagna di cui, pochi mesi prima, aveva preso il posto nel Sei Nazioni femminile e quindi la formazione iberica non poté avere, almeno nell'immediato, un diretto confronto a livello di test match con le Azzurre.
Le spagnole giunsero al terzo posto, mentre le italiane persero inaspettatamente la finale per il quinto posto contro la Svezia.
A retrocedere in pool B fu la Russia.
La citata Pool B, vinta da una squadra di universitarie francesi, vide l'esordio internazionale di quattro squadre: Finlandia, Lussemburgo, Romania e Serbia: le finaliste sconfitte del Belgio avrebbero dovuto essere promosse alla Pool A, ma nell'edizione seguente furono riassegnate alla seconda divisione.

## Formula
Per entrambe le divisioni, composte ciascuna da 8 squadre, fu stabilita la divisione in due gironi all'italiana da 4 squadre ciascuno con finale per il primo posto tra le due vincitrici dei gironi, quella per il terzo tra le seconde, e via a scendere fino al settimo posto.
Per entrambi i gruppi le finali si tennero nella stessa giornata.
La prima divisione si tenne a Madrid dal 28 aprile al 5 maggio 2007 due settimane più tardi della seconda divisione, in programma dall'11 al 15 aprile in diverse località del Belgio (Lovanio, Watermael-Boitsfort, Dendermonde e la capitale Bruxelles).
L'ultima squadra classificata della Pool A retrocedette in Pool B, mentre la miglior classificata tra le sette squadre internazionali della citata Pool B (esclusa quindi la squadra delle universitarie francesi) acquisì il titolo a disputare la Pool A della stagione successiva.

## Squadre partecipanti

### Pool A
- Francia
- Galles
- Inghilterra
- Italia
- Paesi Bassi
- Russia
- Spagna
- Svezia

### Pool B
- Belgio
- Finlandia
- Francia Universitarie
- Germania
- Lussemburgo
- Norvegia
- Romania
- Serbia

## Pool A

### Fase a gironi

#### Girone A
| Data      | Incontro             | Risultato | Sede   |
| --------- | -------------------- | --------- | ------ |
| 28-4-2007 | Inghilterra ― Russia | 62-0      | Madrid |
| 28-4-2007 | Spagna ― Italia      | 15-6      | Madrid |
| 30-4-2007 | Inghilterra ― Italia | 41-11     | Madrid |
| 30-4-2007 | Spagna ― Russia      | 54-3      | Madrid |
| 2-5-2007  | Italia ― Russia      | 50-5      | Madrid |
| 2-5-2007  | Spagna ― Inghilterra | 22-22     | Madrid |

#### Classifica
| Pos | Squadra     | G | V | N | P | PF  | PS  | DP   | Pt |
| --- | ----------- | - | - | - | - | --- | --- | ---- | -- |
| 1   | Inghilterra | 3 | 2 | 1 | 0 | 125 | 33  | +92  | 8  |
| 2   | Spagna      | 3 | 2 | 1 | 0 | 91  | 31  | +60  | 8  |
| 3   | Italia      | 3 | 1 | 0 | 2 | 67  | 61  | +6   | 5  |
| 4   | Russia      | 3 | 0 | 0 | 3 | 8   | 166 | −158 | 3  |

#### Girone B
| Data      | Incontro              | Risultato | Sede   |
| --------- | --------------------- | --------- | ------ |
| 28-4-2007 | Francia ― Svezia      | 12-0      | Madrid |
| 28-4-2007 | Paesi Bassi ― Galles  | 12-3      | Madrid |
| 30-4-2007 | Francia ― Paesi Bassi | 27-8      | Madrid |
| 30-4-2007 | Svezia ― Galles       | 18-8      | Madrid |
| 2-5-2007  | Francia ― Galles      | 17-10     | Madrid |
| 2-5-2007  | Paesi Bassi ― Svezia  | 20-5      | Madrid |

#### Classifica
| Pos | Squadra     | G | V | N | P | PF | PS | DP  | Pt |
| --- | ----------- | - | - | - | - | -- | -- | --- | -- |
| 1   | Francia     | 3 | 3 | 0 | 0 | 56 | 18 | +38 | 9  |
| 2   | Paesi Bassi | 3 | 2 | 0 | 1 | 40 | 35 | +5  | 7  |
| 3   | Svezia      | 3 | 1 | 0 | 2 | 23 | 40 | −17 | 5  |
| 4   | Galles      | 3 | 0 | 0 | 3 | 21 | 47 | −26 | 3  |

### Finali

#### Finale per il 7º posto
| Madrid 5 maggio 2007, ore 10:45 UTC+2 | Russia | 14 – 38 | Galles | Stadio Complutense |

#### Finale per il 5º posto
| Arbitro: | Daniels |

|               |    |  |
| Berntsson 49’ | mt |  |

#### Finale per il 3º posto
| Madrid 5 maggio 2007, ore 15 UTC+2                                         | Spagna | 37 – 0 referto | Paesi Bassi | Stadio Complutense |
| B. Plà (2) I. Rodríguez (2) P. Medín B. García A. Obregozo mt Etxegibel tr |        |                |             |                    |
|                                                                            |        |                |             |                    |
| B. Plà (2) I. Rodríguez (2) P. Medín B. García A. Obregozo                 | mt     |                |             |                    |
| Etxegibel                                                                  | tr     |                |             |                    |

#### Finale
| Madrid 5 maggio 2007, ore 17 UTC+2                                          | Inghilterra | 27 – 17 referto | Francia | Stadio Complutense |
| Clark (2) Roberts Allan mt Groizeleau (3) McLean (2) tr Le Duff McLean c.p. |             |                 |         |                    |
|                                                                             |             |                 |         |                    |
| Clark (2) Roberts Allan                                                     | mt          | Groizeleau (3)  |         |                    |
| McLean (2)                                                                  | tr          | Le Duff         |         |                    |
| McLean                                                                      | c.p.        |                 |         |                    |

## Pool B

### Fase a gironi

#### Girone A
| Data      | Incontro              | Risultato | Sede                |
| --------- | --------------------- | --------- | ------------------- |
| 11-4-2007 | Belgio ― Lussemburgo  | 73-0      | Lovanio             |
| 11-4-2007 | Romania ― Serbia      | 65-0      | Watermael-Boitsfort |
| 12-4-2007 | Romania ― Lussemburgo | 38-0      | Frameries           |
| 12-4-2007 | Belgio ― Serbia       | 92-0      | Bruxelles           |
| 13-4-2007 | Belgio ― Romania      | 20-0      | Dendermonde         |
| 13-4-2007 | Serbia ― Lussemburgo  | 0-20      | Dendermonde         |

|   | Classifica  | G | V | N | P | PF  | PS  | P±   | PT |
| - | ----------- | - | - | - | - | --- | --- | ---- | -- |
| 1 | Belgio      | 3 | 3 | 0 | 0 | 185 | 0   | +185 | 9  |
| 2 | Romania     | 3 | 2 | 0 | 1 | 103 | 20  | +83  | 7  |
| 3 | Lussemburgo | 3 | 1 | 0 | 2 | 20  | 111 | -91  | 5  |
| 4 | Serbia      | 3 | 0 | 0 | 3 | 0   | 177 | -177 | 3  |

#### Girone B
| Data      | Incontro               | Risultato | Sede                |
| --------- | ---------------------- | --------- | ------------------- |
| 11-4-2007 | Norvegia ― Finlandia   | 12-12     | Watermael-Boitsfort |
| 11-4-2007 | Francia U. ― Germania  | 19-14     | Lovanio             |
| 12-4-2007 | Norvegia ― Germania    | 0-48      | Bruxelles           |
| 12-4-2007 | Francia U. ― Finlandia | 42-8      | Frameries           |
| 13-4-2007 | Norvegia ― Francia U.  | 3-37      | Liegi               |
| 13-4-2007 | Germania ― Finlandia   | 32-0      | Liegi               |

|   | Classifica            | G | V | N | P | PF | PS | P±  | PT |
| - | --------------------- | - | - | - | - | -- | -- | --- | -- |
| 1 | Francia Universitarie | 3 | 3 | 0 | 0 | 98 | 25 | +73 | 9  |
| 2 | Germania              | 3 | 2 | 0 | 1 | 94 | 19 | +75 | 7  |
| 3 | Finlandia             | 3 | 1 | 0 | 2 | 20 | 86 | -66 | 5  |
| 4 | Norvegia              | 3 | 0 | 0 | 3 | 15 | 97 | -82 | 3  |

### Finali

#### Finale per il 7º posto
| Tervuren 15 aprile 2007 | Norvegia | 62 – 0 | Serbia |  |

#### Finale per il 5º posto
| Tervuren 15 aprile 2007 | Finlandia | 14 – 7 | Lussemburgo |  |

#### Finale per il 3º posto
| Watermael-Boitsfort 15 aprile 2007 | Germania | 15 – 0 | Romania |  |

#### Finale
| Watermael-Boitsfort 15 aprile 2007 | Francia Universitarie | 13 – 7 | Belgio |  |